# بورتو

موقع بورتو.

برتقال (بالبرتغالية: Porto بورتو‏) بلدية ومدينة برتغالية مساحتها 41.3كم2، وعدد سكانها 237,584 نسمة (2011) أما في التجمعات الحضرية المجاورة فالعدد يصل إلى 1,672,664 نسمة. أصبحت بورتو هي إحدى أهم مدن البرتغال. تقع في شمال البرتغال في محافظة بورتو، على الساحل المطل على المحيط الأطلسي.
بورتو لها نوع من مناخ البحر الأبيض المتوسط، وهي تتأثر بالنسيم البارد للمحيط الأطلسي الذي يجعلها أكثر برودة من المناطق المطلة على البحر الأبيض المتوسط. وفي الصيف ترتفع درجة الحرارة وتصل إلى 25 º سيليزيوس.

## المناخ
يظهر الجدول التالي التغييرات المناخية على مدار السنة لبورتو:
| البيانات المناخية لـبورتو         | البيانات المناخية لـبورتو | البيانات المناخية لـبورتو | البيانات المناخية لـبورتو | البيانات المناخية لـبورتو | البيانات المناخية لـبورتو | البيانات المناخية لـبورتو | البيانات المناخية لـبورتو | البيانات المناخية لـبورتو | البيانات المناخية لـبورتو | البيانات المناخية لـبورتو | البيانات المناخية لـبورتو | البيانات المناخية لـبورتو | البيانات المناخية لـبورتو |
| الشهر                             | يناير                     | فبراير                    | مارس                      | أبريل                     | مايو                      | يونيو                     | يوليو                     | أغسطس                     | سبتمبر                    | أكتوبر                    | نوفمبر                    | ديسمبر                    | المعدل السنوي             |
| --------------------------------- | ------------------------- | ------------------------- | ------------------------- | ------------------------- | ------------------------- | ------------------------- | ------------------------- | ------------------------- | ------------------------- | ------------------------- | ------------------------- | ------------------------- | ------------------------- |
| الدرجة القصوى °م (°ف)             | 23.3 (73.9)               | 23.2 (73.8)               | 28.5 (83.3)               | 30.2 (86.4)               | 34.1 (93.4)               | 38.7 (101.7)              | 40.0 (104.0)              | 40.9 (105.6)              | 36.9 (98.4)               | 32.2 (90.0)               | 26.3 (79.3)               | 24.8 (76.6)               | 40.9 (105.6)              |
| متوسط درجة الحرارة الكبرى °م (°ف) | 13.8 (56.8)               | 15.0 (59.0)               | 17.4 (63.3)               | 18.1 (64.6)               | 20.1 (68.2)               | 23.5 (74.3)               | 25.3 (77.5)               | 25.7 (78.3)               | 24.1 (75.4)               | 20.7 (69.3)               | 17.1 (62.8)               | 14.4 (57.9)               | 19.6 (67.3)               |
| المتوسط اليومي °م (°ف)            | 9.5 (49.1)                | 10.4 (50.7)               | 12.6 (54.7)               | 13.7 (56.7)               | 15.9 (60.6)               | 19.0 (66.2)               | 20.6 (69.1)               | 20.8 (69.4)               | 19.5 (67.1)               | 16.4 (61.5)               | 13.0 (55.4)               | 10.7 (51.3)               | 15.2 (59.4)               |
| متوسط درجة الحرارة الصغرى °م (°ف) | 5.2 (41.4)                | 5.9 (42.6)                | 7.8 (46.0)                | 9.1 (48.4)                | 11.6 (52.9)               | 14.5 (58.1)               | 15.9 (60.6)               | 15.9 (60.6)               | 14.7 (58.5)               | 12.2 (54.0)               | 8.9 (48.0)                | 6.9 (44.4)                | 10.7 (51.3)               |
| أدنى درجة حرارة °م (°ف)           | −3.3 (26.1)               | −2.8 (27.0)               | −1.6 (29.1)               | 0.1 (32.2)                | 3.3 (37.9)                | 5.6 (42.1)                | 9.5 (49.1)                | 8.0 (46.4)                | 5.5 (41.9)                | 1.4 (34.5)                | −0.3 (31.5)               | −1.2 (29.8)               | −3.3 (26.1)               |
| الهطول مم (إنش)                   | 147.1 (5.79)              | 110.5 (4.35)              | 95.6 (3.76)               | 117.6 (4.63)              | 89.6 (3.53)               | 39.9 (1.57)               | 20.4 (0.80)               | 32.9 (1.30)               | 71.9 (2.83)               | 158.3 (6.23)              | 172.0 (6.77)              | 181.0 (7.13)              | 1٬237 (48.7)              |
| نسبة وصول أشعة الشمس              | 40                        | 42                        | 52                        | 55                        | 55                        | 61                        | 66                        | 68                        | 63                        | 54                        | 46                        | 44                        | 54                        |
| المصدر: IPMA                      |                           |                           |                           |                           |                           |                           |                           |                           |                           |                           |                           |                           |                           |

## توأمة
لبورتو اتفاقيات توأمة مع كل من:
- ناغاساكي
- أخيسار
- ماكاو
- ينا (28 نوفمبر 1984 - )[12]
- لياج
- بوردو
- ندولا
- ريسيفي
- برستل
- دورويلو دي لا سييرا
- منديلو
- شانغهاي (1995 - )
- لواندا
- كروتوني

## أعلام
- راؤول ميريلس
- أندريه فيلاش-بواش
- برناردينو ماتشادو
- جواو ماريو
- كارلو ألبيرتو
- هنريك روزا
- غيورغي أورث
- تيريزا كريستينا إمبراطورة البرازيل
- مانويل دي أوليفيرا
- هنري الملاح